# Fabronia eckloniana
Fabronia eckloniana là một loài Rêu trong họ Fabroniaceae. Loài này được Hampe mô tả khoa học đầu tiên năm 1859.